# Blue Lives Matter
Blue Lives Matter (em português: "Vidas Azuis Importam") é um contramovimento nos Estados Unidos que defende que aqueles que são condenados por matar policiais devem ser condenados sob estatutos de crime de ódio. O movimento começou em resposta ao Black Lives Matter após os assassinatos dos policiais Rafael Ramos e Wenjian Liu no Brooklyn, em Nova Iorque, no dia 20 de dezembro de 2014.
Criticado pela União Americana pelas Liberdades Civis, o movimento inspirou uma lei estadual em Luisiana que tornou crime de ódio ataques a policiais, bombeiros e equipes do serviço médico de emergência. Esta lei foi duramente criticada por estender as proteções da lei contra crimes de ódio fora de características como raça, orientação sexual ou identidade de gênero, para incluir uma escolha de carreira. Além disso, evidências de que a violência contra policiais está diminuindo têm sido usadas para questionar as motivações da lei.

## História
No dia 20 de dezembro de 2014, na sequência dos assassinatos dos policiais Rafael Ramos e Wenjian Liu, um grupo de agentes da lei formou o Blue Lives Matter para combater relatos da mídia que consideravam ser anti-policiais. O movimento é constituído de agentes ativos e aposentados. O atual porta-voz nacional do Blue Lives Matter é o tenente Randy Sutton, aposentado do Departamento de Polícia Metropolitana de Las Vegas.
Em setembro de 2015, mais de cem policiais de Los Angeles participaram de um comício do movimento em Hollywood para demonstrar apoio.

## Legislação
O estado de Louisiana aprovou a lei em questão em maio de 2016, enquadrando como crime de ódio ataques a oficiais da polícia e bombeiros. A legislação, de autoria do deputado estadual Lance Harris, foi sancionada pelo governador John Bel Edwards.

## Críticas

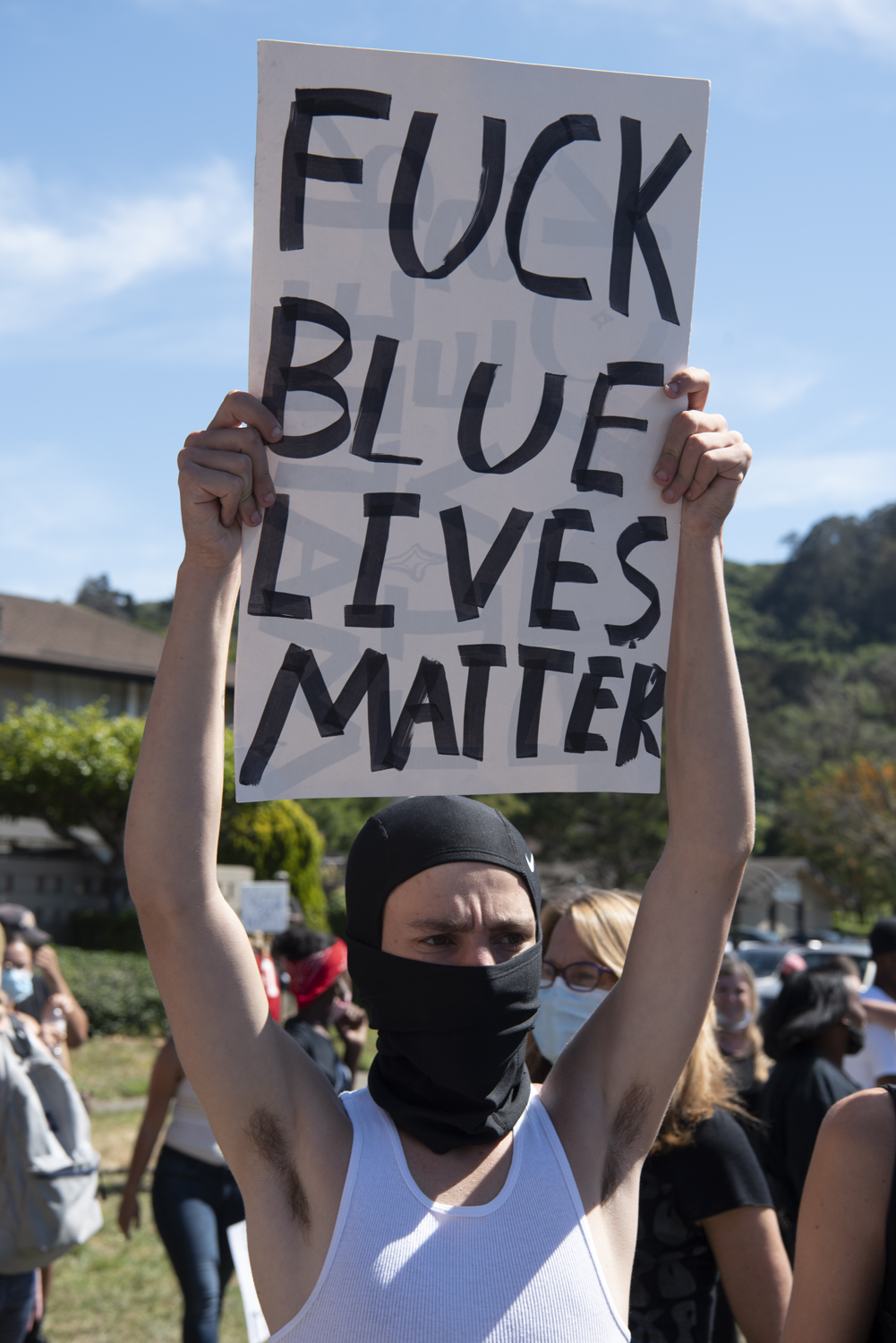
Um cartaz em um dos protestos pela morte de George Floyd.

Críticos do movimento afirmam que o emprego de alguém nunca poderia alcançar um significado profundo de identidade e fonte de solidariedade que a identidade racial de alguém pode. Outros afirmam que a identidade negra e a história estão constantemente sob ameaça de apagamento, enquanto policiais não enfrentam esta ameaça. Outro argumento é que os policiais são tipicamente respeitados e homenageados na comunidade, enquanto afro-americanos em áreas urbanas são vistos como uma ameaça.
Alguns críticos das leis Blue Lives Matter afirmam que as leis são redundantes, já que atacar ou matar um policial já resultaria em uma punição mais severa do que atacar um não-policial. Outros, como o chefe de polícia de St. Martinville, Calder Hebert, dizem que essas leis tornarão a resistência à prisão um crime de ódio, o que atraiu críticas, já que crimes de ódio são crimes nos quais as vítimas são alvo por causa de características baseadas em identidade, como raça, orientação sexual ou gênero. De acordo com dados do FBI, a violência contra policiais diminuiu mesmo sem essas leis, questionando assim sua necessidade.